# نواف البخيت
نواف البخيت (مواليد 6 فبراير 2005) ، لاعب كرة قدم سعودي يلعب كمهاجم في النادي العربي.